# 圣依纳爵堂 (罗马)
罗马圣依纳爵堂（義大利語：Chiesa di Sant'Ignazio di Loyola a Campo Marzio）是意大利罗马的一座罗马天主教聖堂，主保圣人是耶稣会的创始人依纳爵·罗耀拉。这座聖堂为巴洛克风格，兴建于1626年到1650年。这座聖堂最初是毗邻的罗马学院的聖堂，1584年罗马学院搬进较大的新建筑，成为宗座额我略大学。該聖堂現在也作為司鐸級樞機的領銜聖堂。

## 历史
罗马学院在1551年初创时颇为简陋。1560年，Vittoria della Tolfa,  della Valle，将整个街区和建筑物捐献给耶稣会创办罗马学院，这一捐赠在为贫穷修女会捐建修女院之前。建造地点是罗马帝国时期艾西斯神庙的所在地。
1626年8月2日举行了奠基仪式，到1650年拆除了老聖堂为巨大的新依纳爵堂让路，到该世纪末完成时，占据了整个街区。

## 内部
这座聖堂呈拉丁十字平面，两侧有许多小礼拜堂。这座建筑受到了耶稣会母堂，罗马耶稣堂（完成于16世纪后期）的启发。庄严的科林斯壁柱，作为戏剧性焦点的装饰华丽的祭台，彩色大理石，栩栩如生的人像，大量的镀金，制造出极为华丽的效果。

### 波佐的壁画
1685年，耶稣会會士安德烈·波佐绘制了中殿天花板上壮观的壁画，描绘圣依纳爵在天国受到基督和圣母的欢迎，四大洲环绕在旁。

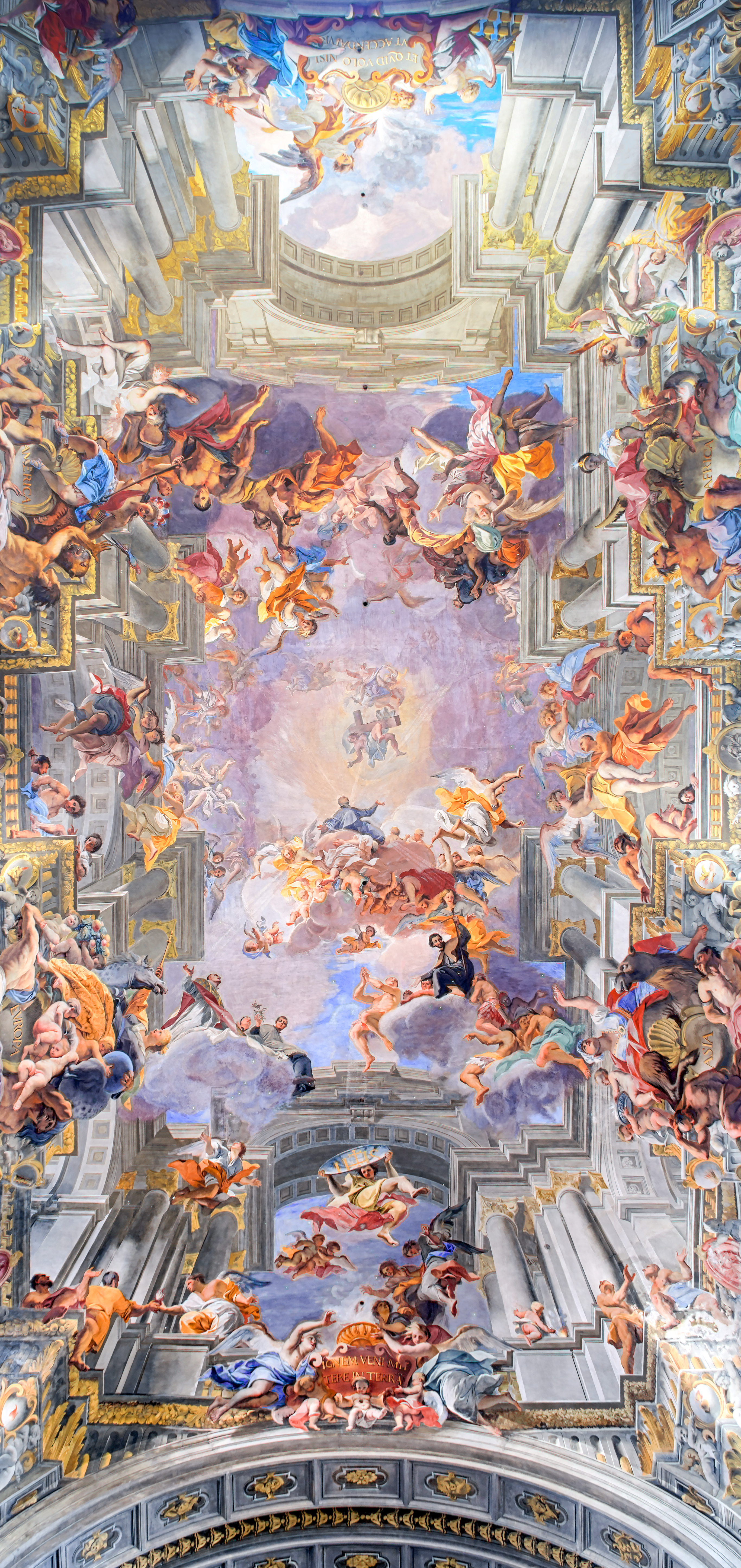